# Céline Ertaud
Céline Ertaud est une actrice et assistante à la réalisation française, née le 10 août 1966 à Boulogne-Billancourt.

## Biographie
Elle est la fille du cinéaste et explorateur Jacques Ertaud, la nièce de l'alpiniste et homme politique Maurice Herzog, du réalisateur Gérard Herzog et de l'acteur Dominique Paturel.
Après avoir débuté comme actrice à l'âge de onze ans à la télévision, elle devient parallèlement assistante à la réalisation en 1985.
Elle apparaît sous le pseudonyme Delrieu dans de nombreux génériques.
Côté formation, elle est élève au cours Jean Périmony pendant deux ans.
Elle travaille aujourd'hui pour des spectacles d'enfants en tant que chorégraphe.
Elle a un garçon Dimitri, et une fille Eléna.

## Filmographie

### Télévision
- 1978 : Les Fleurs fanées de Jacques Ertaud
- 1979 : Les Naufragés du Havre - Caméra une première épisode 1 - de Michel Leviant
- 1980 : L'Étouffe grand-mère de Jean-Pierre Bastid
- 1981 : Sans famille, feuilleton télévisé de Jacques Ertaud
- 1982 : L'Épingle noire. Feuilleton de Maurice Frydland
- 1983 : La Jaunerais de Jean-Pierre Prevost
- 1984 : Mariage blanc de Peter Kassovitz
- 1985 : Pitié pour les rats -Série noire - de Jacques Ertaud
- 1985 : Le Grand Môme - Série noire - de Jacques Ertaud
- 1986 : Un comédien dans un jeu de quilles. Feuilleton d'Hervé Baslé
- 1988 : Maria Vandamme de Jacques Ertaud. Feuilleton récompensé par trois Sept d'or en 1990.
- 1989 : Tribunal
- 1989 : Les Nuits révolutionnaires. Feuilleton de Charles Brabant
- 1991 : La Milliardaire. Feuilleton de Jacques Ertaud

### Cinéma
- 1982 : L'Été de nos quinze ans de Marcel Jullian

### Doublage (liste sélective)
- Les Goonies : Andy (Kerri Green)
- Love, Lies and Murder : Cinnamon (Moira Kelly)
- Emi magique (dessin animé) : Emi/Maï
- Retour au lagon bleu : Lilli (Milla Jovovich)
- Soleil levant : Cheryl Lynn Austin (Tatjana Patitz)

### Assistante à la réalisation
- 1985 : Le Grand Môme - Série noire - de Jacques Ertaud - TF1/SFP/Hamster
- 1986 : Le Cérémonial de Bernard Choquet- France3/Technisonor
- 1987 : Le Temps d'Anaïs - L'heure Simenon - de Jacques Ertaud - TF1/SFP/Hamster
- 1988 : Retour à Malaveil - Série Haute Tension - de Jacques Ertaud - France2/Hamster
- 1989 : Le Prix du silence de Jacques Ertaud - TF1/Canal+/SFP
- 1989 : Grand Beau de Bernard Choquet- France3/DWD
- 1991 : Soleil d'automne de Jacques Ertaud - France2/Hamster
- 1991 : Catherine Courage de Jacques Ertaud - TF1/Technisonor
- 1992 : Maria des Eaux-Vives de Robert Mazoyer - France3/Telfrance
- 1992 : Commissaire Moulin (x4) De Nicolas Ribowski - TF1/SFP
- 1993 : La Récréation de Nicolas Ribowski - TF1/Hamster
- 1993 : Navarro (x4) de Nicolas Ribowski - TF1/Hamster
- 1994 : Navarro (x2) de Nicolas Ribowski - TF1/Hamster

## Théâtre
- 1987 : Largo Desolato de Václav Havel, mise en scène de Stéphan Meldegg

## Radio
- 1983 : Encore heureux qu'on va vers l'été pour France Culture